# 파비오 바실레
파비오 바실레(이탈리아어: Fabio Basile, 1994년 10월 7일~)는 이탈리아의 유도 선수이다. 2016년 하계 올림픽 하프라이트급 금메달을 획득하였다.

## 생애
피에몬테주 리볼리에서 마우로 바실레와 티치아나 바실레 부부의 아들로 태어났다. 세티모토리네세의 유도팀인 아키야마에서 유도를 배웠으며, 2009년에 이탈리아 유소년 국가대표로 발탁되었다. 같은 해 6월에 슬로베니아 코페르에서 열린 2009년 유럽 유스 선수권 대회에 참가하여 7위를 기록했다. 이듬해인 2010년 6월에 체코 테플리체에서 열린 2010년 유럽 유스 선수권 대회에 참가하여 결승까지 진출했으며, 결승에서는 러시아의 사하바트 가지예프에게 패해 은메달을 획득했다. 2013년에 이탈리아 육군에 입대하여 육군 체육부대인 CS 에세르치토에서 복무하기 시작했다. 
2016년 브라질 리우데자네이루에서 열린 2016년 하계 올림픽에 이탈리아 국가대표로 참가하였으며 하프라이트급 결승전에서 대한민국의 안바울을 꺾고 금메달을 획득하였다. 바실레가 획득한 금메달은 이탈리아의 역대 200번째 올림픽 금메달이다.
2018년에 군 복무를 마치고 전역하였다. 